# The End of the Feud (film 1912 Wharton)
The End of the Feud è un cortometraggio muto del 1912 diretto da Theodore Wharton.

## Produzione
Il film fu prodotto dalla Essanay Film Manufacturing Company.

## Distribuzione
Distribuito dalla General Film Company, il film - un cortometraggio in una bobina - uscì nelle sale cinematografiche USA il 10 ottobre 1912.